# Chris Norman
Christopher "Chris" Norman, född 25 oktober 1950 i Redcar i North Yorkshire, är en brittisk pop- och rocksångare samt gitarrist och låtskrivare. Han var under åren 1965–1986 sångare i musikgruppen Smokie. Norman skrev även flera låtar för gruppen, men deras mest kända låtar skrevs av Mike Chapman och Nicky Chinn. 1978 spelade Norman tillsammans med Suzi Quatro in låten "Stumblin' In" som blev en hitsingel i många länder. Under 1980-talet hade han en tämligen framgångsrik karriär som soloartist, bland annat blev låten "Midnight Lady" en europeisk singelhit 1986.